# Ciklaminsav
| Ciklaminsav |                                                               |
| A ciklaminsav vázszerkezete                                                                                     |                                                               |
| A ciklaminsav pálcikamodellje                                                                                   |                                                               |
| \| \| \| |                                                               |
| IUPAC-név | N-ciklohexil-szulfámsav                                       |
| Kémiai azonosítók                                                                                               |                                                               |
| CAS-szám | 100-88-9                                                      |
| PubChem | 7533                                                          |
| ChemSpider | 7252                                                          |
| EINECS-szám | 205-348-9                                                     |
| KEGG | D02442                                                        |
| ChEBI | 15964                                                         |
| SMILES | O=S(=O)(O)NC1CCCCC1                                           |
| InChI | 1/C6H13NO3S/c8-11(9,10)7-6-4-2-1-3-5-6/h6-7H,1-5H2,(H,8,9,10) |
| InChIKey | HCAJEUSONLESMK-UHFFFAOYSA-N                                   |
| UNII | HN3OFO5036                                                    |
| ChEMBL | CHEMBL273977                                                  |
| Kémiai és fizikai tulajdonságok                                                                                 |                                                               |
| Kémiai képlet                                                                                                   | C6H13NO3S                                                     |
| Moláris tömeg                                                                                                   | 179,24 g/mol                                                  |
| Megjelenés | halványfehér, kristályos por                                  |
| Ha másként nem jelöljük, az adatok az anyag standardállapotára (100 kPa) és 25 °C-os hőmérsékletre vonatkoznak. |                                                               |
| |                                                               |

Nátrium-ciklamát

A ciklaminsav (teljes nevén ciklohexil-szulfámsav) halványfehér, édes ízű kristályos por. Vízben és etanolban oldódik. Szerves sav; sói a ciklamátok. A szacharóznál 40-szer erősebb édesítőszer (E 952 i).
Sói közül a nátrium-ciklamát (E 952 ii) és a kalcium-ciklamát (E 952 iv) ugyancsak édesítőszerként használatosak. Fehér, szagtalan kristályos anyagok, amelyek a kristálycukornál (szacharóz, répacukor) mintegy 35-ször édesebbek. Vízben oldódnak, etanolban nem.
Tulajdonságai:
- kalóriamentes
- nincs utóíze (bár vannak, akik éreznek keserű utóízt)
- hőálló, ezért sütésre is alkalmas
- kombinálható más édesítőszerekkel (leggyakrabban szacharinnal kombinálják 1:10 arányú ciklamát túlsúllyal, így felerősödik mindkét szer édes íze, és csökken az - elsősorban a szacharinnál érezhető - utóíz.

Az élelmiszeriparban elsősorban csökkentett cukortartalmú vagy cukormentes élelmiszerek édesítésére használják. A kereskedelemben asztali édesítőszerként is forgalomban van.

## Anyagcsere
A ciklamátok legnagyobb része felszívódik a bélből, és a vizeletben változatlan formában ürül.
Az emberek 25%-ának bélflórájában olyan baktérium található, mely a ciklaminsav egy kis részét ciklohexil-aminná bontja le. Ez a vegyület kísérleti patkányoknak nagy mennyiségben adva here- és spermiumkárosodást okozott. Az átalakulás azonban csak a ciklamát rendszeres napi bevitele esetén valósul meg. Már néhány nap kihagyás után is a minimumra csökken a mikroflóra aktivitása. A fogyasztók többségére jellemző, alkalomszerű ciklamátbevitel esetén a ciklohexil-amin képződés igen korlátozott.

## Használata
A ciklamát az EU-ban csak meghatározott élelmiszerekhez engedélyezett. Ezek közé tartoznak többek között:
- Csökkentett energiatartalmú ill. cukormentes italok (max. 250 mg/l)
- Csökkentett energiatartalmú ill. cukormentes desszertek (max. 250 mg/kg)
- Csökkentett energiatartalmú ill. cukormentes lekvárok, dzsemek, zselék (max. 500 – 1.000 mg/kg)
- Csökkentett energiatartalmú ill. cukormentes gyümölcskonzervek (max. 1.000 mg/kg)
- Táplálékkiegészítők (max. 400 – 1.250 mg/kg)

Bizonyos élelmiszerek esetén nincs mennyiségi korlátozás:
- édesség hozzáadott cukor nélkül
- kakaó- vagy szárítottgyümölcs-alapú édesség, csökkentett energiatartalommal vagy hozzáadott cukor nélkül
- keményítőalapú édesség, csökkentett energiatartalommal vagy hozzáadott cukor nélkül
- rágógumi, hozzáadott cukor nélkül
- leheletfrissítő cukorkák, hozzáadott cukor nélkül
- fagyasztott állapotban fogyasztandó készítmények, csökkentett energiatartalommal vagy hozzáadott cukor nélkül

A ciklamátot emellett kozmetikumok és gyógyszerek előállításához is használják.

## Biztonság
Az EU-ban az ajánlott napi mennyiség legfeljebb 7 mg/ttkg. Ez a bevitel elsősorban az édesített italokkal érhető el könnyen, ezért az italokra alacsonyabb a megállapított korlát.
Az USA-ban 1969-ben betiltották a használatát, mert egy patkánykísérlet hererákkeltő hatást mutatott ki. Egy másik kísérletben patkányoknak adtak szacharin és ciklaminsav 1:10 arányú keverékét, és ez hólyagrákot okozott. Ezeket az eredményeket azóta is vitatják, de az FDA nem változtatott az álláspontján.
Egy japán kutatócsoport 21 majomnak adott 100 ill. 500 mg/tskg nátrium-ciklamátot heti öt alkalommal, 24 éven keresztül (1970–1994 között) a születésüktől kezdve. 24 év után a még élő 14, és a kontrollcsoportbeli 16 majmot elaltatták, és részletes boncolást végeztek. Egyetlen esetben sem találtak sem here-, sem hólyagrákot. Bár más típusú rák ennyi idő alatt előfordult, az eltelt hosszú idő és az ajánlottnál jóval nagyobb adag arra utal, hogy főemlősöknek biztonsággal adható a nátrium-ciklamát.

## Jogszabályok
- A Bizottság 1129/2011/EU rendelete (2011. november 11.) az 1333/2008/EK európai parlamenti és tanácsi rendelet II. mellékletének az élelmiszer-adalékok uniós jegyzékének létrehozásával történő módosításáról
- A Bizottság 231/2012/EU rendelete (2012. március 9.) az 1333/2008/EK európai parlamenti és tanácsi rendelet II. és III. mellékletében felsorolt élelmiszer-adalékok specifikációinak meghatározásáról